# Азимов, Рафиг Ашраф оглы
Рафиг Ашраф оглы Азимов (азерб. Rafiq Əliəşrəf oğlu Əzimov; род. 6 февраля 1938, Баку) — актёр театра и кино Азербайджана. Народный артист Азербайджанской Республики (2000), награждён Орденом Славы (2018).

## Жизнь и деятельность
Рафик Азимов родился 6 февраля 1938 года в Баку. Женился в 1964 году.
10 сентября 1962 года Рафиг Азимов был принят в труппу Азербайджанского академического национального драматического театра. С тех пор работает на сцене этого театра.
Сыграл в телеспектаклях «Дибдат бек» (Дибдат бек), «Окулист» (Иванов), «Ордан-бурдан» (Исмаил), выпускаемых на Азербайджанском государственном телевидении. В 2013 году на Азербайджанском Телевидении под руководством режиссёра Санана Султанова был снят фильм «Любовь к искусству», посвящённый жизни и творчеству Рафига Азимова.

## Награды
- Заслуженный артист Азербайджанской ССР — 1 декабря 1982 г.
- Народный артист Азербайджана — 28 октября 2000 г.
- Персональная пенсия Президента Азербайджанской Республики — 1 апреля 2005 г.[3]
- Награда «Джафара Джаббарлы» — 2010 г.
- Медаль «Мастер»
- Орден «Слава» — 2 февраля 2018 г.[4]

## Роли на театральной сцене
- Календарио «Безумцы» (Лопе де Вега),
- Мирза Гусейн «Свадьба», (Сабит Рахман),
- Заки «Ялан» (Сабит Рахман),
- Гасим «Помолвленная девушка» (Сабит Рахман),
- Филон «Антоний и Клеопатра» (Уильям Шекспир),
- Борачио Адо из ничего (Уильям Шекспир)
- Доктор «Макбет» (Уильям Шекспир),
- Розенкрана «Гамлет» (Уильям Шекспир),
- Герцог Олбани «Король Лир» (Уильям Шекспир),
- Антон «Шейх Санан» (Гусейн Джавид),
- Старшина «Иблис» (Гусейн Джавид),
- Аршаг, Вазир и Видади «Вагиф» (Самад Вургун),
- Саркис «Гаджи Кара» (Мирза Фатали Ахундзаде),
- Паж «Дочь Орлеана» (Фридрих Шиллер),
- Дурсун «Огтай Елоглу» (Джафар Джаббарлы),
- Мирза Джавад «Айдын» (Джафар Джаббарлы),
- Шейх «Звезда, или Покорение Эдирне» (Джафар Джаббарлы),
- Джайнак «Родина-мать» (Чингиз Айтматов),
- Рахман «Песня осталась в горах», (Ильяс Эфендиев)
- Анашкин «Влюбленные в аду», (Ильяс Эфендиев)
- Ахмаджан «Странный мальчик», (Ильяс Эфендиев)
- Рахманзаде «Наша странная судьба», (Ильяс Эфендиев)
- Бехбуд-бей «Одинокое дерево», (Ильяс Эфендиев),
- Франц Фок «Хирс-бандит» (Мирза Фатали Ахундзаде),
- Невероятное «Не скучай по маме!» (Нодар Думбадзе),
- Хамзад Гурбан «Безумный сбор», (Джалил Мамедгулузаде)
- Рустам-бек «Книга моей матери» (Джалил Мамедгулузаде),
- Месье Джордан «Месье Джордан и дервиш Мастали Шах» (Мирза Фатали Ахундзаде),
- Фанд Багир «Человек Адама» (Анар),
- Доктор Махмуд «Сны в пустыне» (Анар),
- Мозалан «Я же тебе говорил…» (Анар),
- Чигатай «Жизнь любви» (Нахид Гаджизаде),
- Американский писатель «Отель одиноких» (Рустам Ибрагимбеков),
- Александр Петрович «Золотое испытание» (Сейран Сахават),
- Господин Гани «Двери стучатся ночью»,
- Ихтияр «Бурла Хатун» (Наби Хазри),
- Мужчина «Иногда меня называют ангелом…» (Камаль Абдулла),
- Министр «Фархад и Ширин» (Самад Вургун),
- Ибн Тахир «Дерево виселицы» (Бахтияр Вахабзаде),
- Саттар «Конкурс» (Бахтияр Вагабзаде),
- Издательство «Калла» (Назым Хикмет),
- Абдуррахим бек Хагвердиев «Каждому своя доля» (Хейраддин Годжа),
- Мастер Ахунда Мирмохсена «Правитель и его дочь» (Ильяс Эфендиев),
- Гасымлы «Люди мира сего» (Хидаят),
- Человек «Неразборчивость» (Альбер Камю)
- Профессор «Кошмары» (Эдуардо де Филиппо)
- клоун («Разыскивается старый клоун», Мате Вишнек)
- Шейх Бухари («Амир Теймур», Гусейн Джавид)
- Машади Орудж («Мертвые», Джалил Мамедгулузаде)
- Осип («Ревизор», Николай Гоголь)
- Мирза Самандар («Алмаз», Джафар Джаббарлы).

## Фильмография

### Как актёр
- Я буду танцевать (фильм, 1962) (художественный фильм)
- Мой дорогой отец (1970) (полнометражный) (Россия)
- Севиль (фильм, 1970) (художественный фильм) (роль: офицер)
- Семеро сыновей моих (фильм, 1970) (художественный фильм) (роль: Шахсувар)
- Берег воспоминаний (фильм, 1972) (художественный фильм) (роль: Вали)
- Фламинго, розовая птица (фильм, 1972) (художественный фильм) (роль: Гундуз)
- Твой первый час (фильм, 1973) (полнометражный художественный фильм) (роль: Садиг)
- Тысяча первая гастроль (фильм, 1974) (художественный фильм) (роль: Дядя Гагаш)
- День рождения (фильм, 1977) (художественный фильм) (роль: Салим)
- Удар в спину (фильм, 1977) (художественный фильм) (роль: Гусейнов)
- Иду на вулкан (фильм, 1977) (трехсерийный художественный фильм) (роль: Джаббаров)
- Бабек (фильм, 1979) (художественный фильм) (роль: Мирза)
- Я придумываю песню (фильм, 1979) (художественный фильм) (роль: деревенская жительница)
- Кто ищет тот найдет (фильм, 1980)
- Топал Теймур (фильм, 1983) (телеспектакль) (роль: Али-паша)
- Моя вина (1985) (теледрама)
- Глазной врач (телешоу) (роль: Иванов)
- Астана (фильм, 1986)
- Я один (фильм, 1986) (художественный фильм) (роль: Муса)
- Городские жнецы (фильм, 1986) (художественный фильм) (роль: Алиш)
- Ордан-бурдан (1987) (телеспектакль) (роль: Исмаил)
- Забытый человек (1987) (телеспектакль)
- Последняя битва (фильм, 1996) (художественный фильм) (юрист)
- Тревога (1998) (телеспектакль)
- Комната в отеле (фильм, 1998) (художественный фильм) (роль: турецкий учёный)
- Как прекрасен мир… (фильм, 1999) (полнометражный художественный фильм) (роль Ариф)
- Всадники Аттилы (фильм, 2002)
- 40-я дверь (фильм, 2008) (художественный фильм) (роль: Дядя Сабир)
- Абсурдистан (фильм, 2008) (художественный фильм) (Германия) (роль: плотник)
- Горстка Земли (фильм, 2009) (художественный телефильм) (роль: Астролог)
- Джавад Хан (фильм, 2009) (художественный фильм) (роль: Мирза)
- Бута (фильм, 2011) (художественный фильм) (роль: Баба)

### Озвученные фильмы
- Двадцать шесть бакинских комиссаров (фильм,1966) (художественный фильм) (рус.)
- Жизнь хорошая штука, брат! (фильм, 1966) (художественный фильм) (Си Я-у)
- Поединок в горах (фильм, 1967) (художественный фильм) (Олег)
- Последняя ночь детства (фильм, 1968) (художественный фильм) (Мурад)
- В этом южном городе (фильм, 1969) (художественный фильм) (Сабир)
- Мститель из Гянджабасара (фильм, 1974) (художественный фильм) (село)
- Золотая пропасть (фильм, 1980) (художественный фильм) (Власть)
- Рыцари Черного озера (фильм, 1984) (художественный фильм) (Абдулали)
- Украли жениха (фильм, 1985) (художественный фильм) (Ахмад)
- Пора седлать коней (фильм, 1985) (художественный фильм) (торговец)
- Ждите знака с моря (фильм, 1986) (художественный фильм) (режиссёр)
- Провокация (фильм, 1989) (художественный фильм) (адвокат)
- «Япон» и японец (фильм, 1990) (Малик-Бабанов)
- İsmipünhan (документальный фильм, 2002)